# The Power of Movement in Plants

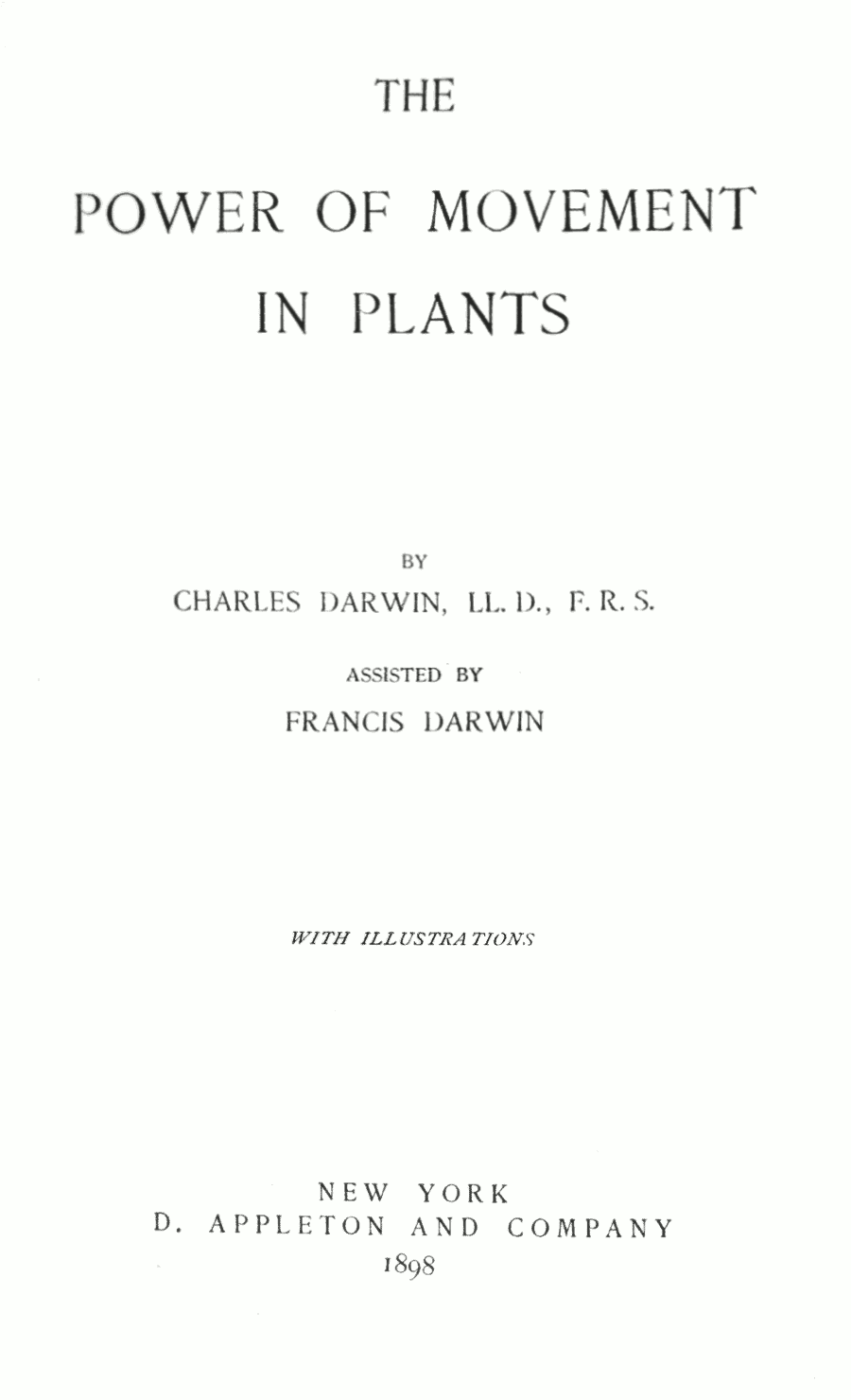

The Power of Movement in Plants é um livro de 1880, da autoria de Charles Darwin e do seu filho Francis.
O livro versa sobre o fototropismo nas plantas.